# Magyarország az 1989-es fedett pályás atlétikai Európa-bajnokságon
Magyarország a hollandiai Hágában megrendezett 1989-es fedett pályás atlétikai Európa-bajnokság egyik részt vevő nemzete volt. Az ország a versenyen 16 sportolóval képviseltette magát.

## Eredmények

### Férfi
| Versenyző      | Versenyszám      | Előfutam | Előfutam | Előfutam | Elődöntő | Elődöntő | Elődöntő | Döntő    | Döntő    |
| Versenyző      | Versenyszám      | Idő      | Hely.    | Össz.    | Idő      | Hely.    | Össz.    | Idő      | Helyezés |
| -------------- | ---------------- | -------- | -------- | -------- | -------- | -------- | -------- | -------- | -------- |
| Kovács Attila  | 60 m             | 6,75     | 4.       | 12.      | 6,75     | 6.       | 13.      | kiesett  | kiesett  |
| Karaffa László | 60 m             | 6,80     | 5.       | 16.      | 6,81     | 8.       | 16.      | kiesett  | kiesett  |
| Utasi Sándor   | 60 m             | 6,83     | 4.       | 18.      | kiesett  | kiesett  | kiesett  | kiesett  | kiesett  |
| Banai Róbert   | 1500 m           | 3:50,14  | 9.       | 18.      |          |          |          | kiesett  | kiesett  |
| Bakos György   | 60 m gát         | 7,92     | 4.       | 19.      | kiesett  | kiesett  | kiesett  | kiesett  | kiesett  |
| Sárközi Lajos  | 60 m gát         | 7,97     | 5.       | 21.      | kiesett  | kiesett  | kiesett  | kiesett  | kiesett  |
| Urbanik Sándor | 5000 m gyaloglás |          |          |          |          |          |          | 19:50,87 | 5.       |

| Versenyző      | Versenyszám | Selejtező | Selejtező | Döntő    | Döntő    |
| Versenyző      | Versenyszám | Eredmény  | Helyezés  | Eredmény | Helyezés |
| -------------- | ----------- | --------- | --------- | -------- | -------- |
| Bagyula István | Rúdugrás    |           |           | 5,60 m   | 6.       |
| Szalma László  | Távolugrás  |           |           | 8,06 m   | 4.       |
| Almási Csaba   | Távolugrás  |           |           | 7,40 m   | 15.      |

### Női
| Versenyző        | Versenyszám      | Előfutam | Előfutam | Előfutam | Elődöntő | Elődöntő | Elődöntő | Döntő    | Döntő    |
| Versenyző        | Versenyszám      | Idő      | Hely.    | Össz.    | Idő      | Hely.    | Össz.    | Idő      | Helyezés |
| ---------------- | ---------------- | -------- | -------- | -------- | -------- | -------- | -------- | -------- | -------- |
| Szabó Karolina   | 800 m            | 2:05,67  | 3.       | 8.       |          |          |          | kiesett  | kiesett  |
| Ágoston Zita     | 3000 m           |          |          |          |          |          |          | 9:18,93  | 4.       |
| Alföldi Andrea   | 3000 m gyaloglás | 13:27,12 | 3.       | 9.       |          |          |          | 12:43,62 | 6.       |
| Szebenszky Anikó | 3000 m gyaloglás | 13:27,10 | 2.       | 8.       |          |          |          | 12:44,37 | 7.       |
| Rosza Mária      | 3000 m gyaloglás | kizárva  | kizárva  | kizárva  |          |          |          | kiesett  | kiesett  |

| Versenyző        | Versenyszám | Selejtező | Selejtező | Döntő    | Döntő    |
| Versenyző        | Versenyszám | Eredmény  | Helyezés  | Eredmény | Helyezés |
| ---------------- | ----------- | --------- | --------- | -------- | -------- |
| Horváth Viktória | Súlylökés   |           |           | 17,75 m  | 5.       |